# Ascidia mediterranea
Ascidia mediterranea is een zakpijpensoort uit de familie van de Ascidiidae. De wetenschappelijke naam van de soort is voor het eerst geldig gepubliceerd in 1959 door Pérès.